# 林子瑾
林子瑾（1878年3月16日—1956年5月12日）字少英、號大智，別署林鷹及林疋、林壑，臺中人，活躍於近代臺灣、中國，及文學、社會、商業等不同領域。他漢學背景深厚，是櫟社、臺灣文社的核心人物，他的思想新穎，曾翻譯西方學術論述，但由於後半生定居北京未再返台，因而在臺灣已逐漸被人遺忘。
林子瑾1911年加入日治時期臺灣三大詩社之「櫟社」，並於1919年與「櫟社」同仁共創「臺灣文社」，為創設十二理事之一，並擔任副總務理事。1919年1月1日臺灣文社發行《臺灣文藝叢誌》第一號，封面即由林子瑾題字。
1921年蔣渭水等人發起臺灣文化協會，10月17日於臺北靜修女子中學召開成立大會，林子瑾被推為議長，後任臺中州評議員，並參與臺灣議會設置請願運動，曾與林獻堂同赴東京。1923年林子瑾創立古典詩社團「樗社」，自任社長。1923年2月10日「樗社」在吳子瑜宅邸召開中嘉南聯合吟會，來自臺灣南、北詩社共上百人參加。1923年底因治警事件台灣總督府大事搜捕臺灣文化協會幹部，故於1924年避居北京。1937年返臺奔母喪，1940年返回北京。
二戰日本投降後林子瑾於北平成立「台灣革新同志會」。1946年4月1日以別署「林鷹」發表〈就臺人產業處置而言〉一文，為當時留在中國、身分地位未明之臺灣人爭取權益。1949年林子瑾準備舉家返臺，然因病未能成行。臥床多年後，1956年5月12日於北京去世。令人惋惜的是，因中共建政及文化大革命，林子瑾旅居北京多年的相關資料，大半毀於其中。林子瑾在臺中居住的宅第，現仍坐落於臺中市東區，稱為「瑾園」，於民國107年（2018）7月2日公告為歷史建築。

## 家族背景
林子瑾的父親林染春是清朝秀才也是中醫，由福建漳州府平和縣隻身到臺灣行醫，落腳臺中，娶吳鸞旂長姐吳杏元為妻。時人稱林子瑾為阿楨舍（林染春神主牌書孝男林維楨），吳子瑜(吳鸞旂兒子)為東碧舍，兩人為表兄弟，都有長時間旅居中國的經驗，他們與當時在北京的臺灣同鄉及民國初期的政治人物如黃興、吳佩孚等人互動頗多，對探討近代臺灣人的中國經驗，具有研究價值。除了生平經歷特殊，他們的詩文作品更具有多重的時代意涵與個人特色。

### 家人[7]

#### 妻室、子女
- 元配  呂詩琴   1882年 1月 9日～1939年 7月 1日  父 呂阿深   母 呂黃氏芙蓉 三女 1899年12月19日結婚、未傳

- 二房  孫氏鳳   1901年 3月 4日～1978年 2月23日  父  蔡石忠  母 高氏白匏  長女  1917年7月15日入戶
  - 長子 林飛羆  1918年 6月18日～1938年12月10日
  - 次子 林飛龍  1920年 6月18日～1988年 1月10日
  - 三子 林飛鵬(信宏)  1923年 1月18日～2018年 4月10日
  - 長女 林月波  1925年12月10日～2001年 5月 8日

- 三房  林氏阿巧  1903年 1月 5日～ ？            父  林金聲   母  楊氏如  三女 1931年 6月23日轉居留
  - 次女  林彬彬   1928年 3月 2日出生
  - 四男  林有志   1929年10月10日～？卒
  - 五男  林雲(譜名林石) 1932年 1月 2日～2010年8月11日
  - 三女  林攀攀   1933年 2月 4日出生
  - 四女  林棼棼   1936年 7月 7日出生
  - 六男  林親宅   1938年 1月20日～1989年9月25日

- 四房  孫培儀   1911年 6月 9日～2007年 9月11日    父 孫宗復  母 孫唐婉如 北平協和醫學院門診部總護士長
  - 七男  林泉     1939年12月16日出生
  - 八男  林肯     1944年 8月27日出生
  - 九男  林炯(坰) 1945年 3月30日出生
  - 十男  林皋     1949年 9月 8日出生

## 櫟社時期[8][9][10]
1902年，霧峰林癡仙（俊堂）、林南強（幼春）、燕霧大莊賴悔之（紹堯）三子始結詩社，名之曰「櫟」；嗣而同聲相應者，有苑裡蔡啟運（振豐）、房裡陳滄玉（瑚）、三角仔呂厚庵（敦禮）、鹿港陳槐庭（懷澄）、牛罵頭陳基六（錫金）諸子。春秋佳日，會集一堂；擊缽分箋，互相酬唱。3月4日，蔡啟運、呂厚庵、賴悔之、陳滄玉、林癡仙、陳槐庭、林南強及霧峰林壺隱（仲衡）、校栗林（今臺中潭子）傅鶴亭（錫祺）等9人集于臺中林季商之瑞軒，撮影以為紀念；後以來會者為創立者，定櫟社規則17條。
1911年，林子瑾加盟為「櫟社」社友。同年粵東名士梁任公（啟超）、湯覺頓（叡）、梁令嫻女士等遊臺，「櫟社」開會歡迎之。4月2日會於瑞軒，社友12人、來賓12人，社友為啟運、灌園、南強、伊若、槐庭、旭東、悔之、卿淇、聯玉、大智、子材、蘊白、少舲、滄玉、癡仙、望洋、雅堂、篤軒、升三、鶴亭等，於臺中公園物產陳列館前，攝影留念；梁啟超並題字贈予林子瑾。
1918年，基六、惠如與其鄉友創吟社「鰲西詩社」，惠如倡開櫟、鰲聯合會。9月20日，會于鰲峰惠如之伯仲樓，櫟社社友11人，即基六、卿淇、滄玉、少舲、聯玉、望洋、南強、伊若、槐庭、鶴亭及主人惠如等；是會決議四項，作決議錄，席上惠如深慨漢文將絕於本島，倡議設法維持。（按臺灣文社之設立，即胚胎於此會）
1919年，6月14日-15日，「櫟社」會於臺中大智之瑾園，先是「臺灣文社」成立，基六、滄玉、灌園、南強、惠如、槐庭、少舲、聯玉、伊若、大智、望洋、鶴亭等12人，以創立者而為理事，本日即「櫟社」總會兼「臺灣文社」理事會；「櫟社」改社則18條為26條，作會議錄，選任南強、槐庭、灌園、少舲、滄玉、大智等6名為「櫟社」理事，頒會則及會議錄于諸社友。
1920年，1月31日-2月2日，立春七日萊園紅梅正開，「櫟社」開觀梅會，來會者：升三、卿淇、滄玉、少舲、沁園、大智、南強、壺隱、太岳、望洋、豁軒、肖峰、子昭、子材、鶴亭及主人灌園等16人；擊缽吟詩題為「空氣枕」，次「折梅」、次「火山」，次分詠格詩鐘「寫真」、「馬」；2月1日紀念撮影。
1920年，9月27日，「櫟社」會於臺中大智之瑾園，社友出席者：升三、卿淇、蓮溪、守拙、枕山、壺隱、少舲、灌園、太岳、豁軒、南強、肖峰、子昭、大智、鶴亭等15人，鶴亭報告自1月至8月之收支決算後，即商議辛酉（1921）二十周年祝賀及紀念事，議決右開四項：1.辛酉秋季開成立二十周年祝賀會。2.選刊社員詩集。3.發行社員紀念章。4.立紀念碑於霧峰之萊園。事務分擔亦議定：林子瑾負責辦理紀念章及紀年碑文書字。
1921年，6月18日-20日，櫟社會於臺中大智之瑾園，出席者社友13人，即基六、升三、笏山、少舲、沁園、子材、大智、南強、太岳、灌園、豁軒、望洋、子昭等；來賓為王石鵬、王竹修、王達德、黃爾璿、蔡梓舟諸氏。詩題有「啖荔枝」、「瑾園聽雨」等。先是，各交宿題之「田橫」詠史詩，選取後，乃擊缽。越二十日，散會。
1922年，10月8日午後4時，櫟社在霧峰萊園題名碑前舉行櫟社二十年題名碑落成典禮。碑為南強撰記、大智書石。

### 櫟社二十年間題名碑記
櫟社者，吾叔癡仙之所倡也。叔之言曰：『吾學非世用，是為棄材；心若死灰，是為朽木。今夫櫟，不材之木也，吾以為幟焉。其有樂從吾遊者，志吾幟！』同時，賴丈紹堯及予聞其言而贊之；既而，傅君鶴亭、陳君滄玉、陳君槐庭、呂君厚庵、蔡君啟運、從兄仲衡聞其風而贊之，始定社章、立題名錄，為春秋佳日之會。
    自是和者寖眾，丙午（清光緒三十二年）莊君太岳、張君子材、陳君豁軒、鄭君濟若、王君學潛、黃君旭東、鄭君汝南、蔡君惠如、丁未（三十三年）林君望洋、魏君品三、張君升三、袁君炳修、陳君基六、己酉（清宣統元年）連君雅堂、庚戌（二年）從叔灌園、呂君蘊白、辛亥（三年）林君少英入社。是歲三月，集全島詞人大會于瑞軒。再會于萊園，時梁任公、湯明水兩先生亡命海外，適然戾止；觴詠之歡，有逾永和。然而耆舊風流，抑亦盛極不可複繼矣！逾月，蔡君啟運徂謝；乙卯、丁巳（中華民國四-六年）之間，癡叔、賴丈亦相繼下世。當一線未絕之秋，奪我老成；此非特吾社之憂，蓋亦吾土斯文所同戚也！己未（八年）蔡君子昭、施君嘯峰、林君竹山、丁君式周、庚申（九年）林君耀亭、張君笏山入社；辛酉（十年）仲秋，複開大會於萊園。溯自壬寅結社，至是二十年矣。經營肇造於癡仙、規模大具於鶴亭，提攜羽翼，則又灌園之力為多。計前後大會者三次、小集者數十次；登社友錄者若干人、存者若干人，其中道退社者不列焉。
    世變以來，山澤臞儒計無複之，遂相率而遊乎酒人、逃於蓮社；有一倡者，眾輒和之。迄於今，島之中社之有聞者以十數。嗚呼！是亦風雅之林，民俗盛衰之所系也；可不慎歟！
    辛酉秋（孔子降生二千四百七十二年），林資修撰文、林少英書石。
1924年，3月22日午後4時，櫟社舉二十周年紀念銀瓶贈呈式於霧峰灌園府第之應接室，社友至者有：基六、升三、蓮溪、作敬、沁園、鐵生、蘊白、豁軒、壺隱、南強、灌園、望洋、子昭、太岳、少舲、笏山、鸛亭等17人。席定，由沁園代表社友贈銀瓶於鶴亭，而鄭重敘禮；同至萊園為贈瓶紀念撮影。式畢，以《櫟社第一集》梓成，計300冊，決定社員每人配付5冊，已故社友之遺族及全臺各詩社、各圖書館各贈與1冊。
《櫟社第一集》所梓者：無悶、悔之、南強、啟運、厚庵、鶴亭、枕山、沁園、壺隱、太岳、子材、豁軒、濟若、卿淇、旭東、少舲、鐵生、望洋、升三、炳修、基六、雅堂、灌園、蘊白、大智、子昭、肖峰、蓮溪、作敬、守拙、笏山、雲從等32人之詩，計617首。

### 櫟社第一集　目錄
無悶詩草（29首）、逍遙詩草（46首）、南強詩草（18首）、啟運詩草（18首）、厚庵詩草（25首）、鶴亭詩草（25首）、趣園詩草（26首）、沁園詩草（27首）、仲衡詩草（32首）、太岳詩草（28首）、雲從詩草（26首）、知足齋詩鈔（15首）、豁軒詩草（21首）、怡園吟稿（5首）、卿淇詩草（6首）、旭東詩草（10首）、汝南詩草（12首）、鐵生詩草（5首）、望洋詩草（10首）、升三詩草（5首）、槐蔭詩草（7首）、鼇峰詩鈔（36首）、劍花室詩草（43首）、灌園詩草（20首）、蓉村詩草（13首）、瑾園詩鈔（21首）、蕉窗吟草（19首）、肖峰詩草（22首）、蓮溪詩草（22首）、竹山詩草（7首）、耀亭詩草（7首）、笏山詩草（11首）。（以入社先後為序，同時入社者序齒）

#### 瑾園詩鈔

##### 詠臺灣獨立軍旗
一場春夢去無痕，畫虎人爭自笑存，終是亞洲民主國，前賢成敗莫輕論。(旗保存臺北博物館內黑地畫虎)

##### 棋
日日松間下幾枰，指揮操縱足平生。自嗤好勇心猶在，權作潢池試弄兵。

##### 望遠鏡
管底星辰如可摘，人間天上總難分。獨憐縮地長房術，寂寂千秋竟不聞。
凹凸玻璃首尾分，白山臺上望天文。從知璧月多痕跡，始信吳剛運斧斤。

##### 鄭成功
一線延明賜姓朱，臺澎割據勢終孤。千秋倘有英靈在，喜看孫黃覆曼殊。

##### 天津會梁啟超
危局扶持恃大才，欣君遠自日邊回。信然併黨成優勢，九派潯陽入海來。

##### 與黃興
立國宗農信不誣，況經兵燹盡荒蕪。中原病久多孱弱，養血先當服首烏。

##### 詠史
操戈同室盡仇讎，借箸頻聞起代籌。勢弱但知秦客貴，言庬更雜楚人咻。馬肝諱死甘心日，牛鼎分羹染指秋。我 本周嫠空恤緯，南冠無地哭神州。
1926年，6月15日，傅錫祺自客歲遊歷青島、北京、天津等處歸來，「櫟社」爰假灌園府第開小集兼洗塵會。是日，社友至者有：灌園、南強、作敬、少舲、沁園、豁軒、基六、鐵生、蓮溪、太岳、升三、蘊白、笏山、子材、守拙、子昭、鶴亭等17人；客有台南謝星樓、台中王石鵬、吳子瑜等3人。詩題為「洗塵宴」七律（「真」韻）、「歸船」七絕（「微」韻）。翌日午刻，林階堂招宴，並在其右廂小亭為紀念照像。林獻堂推薦王石鵬、吳子瑜2人入社，諸社友均贊成。
1930年，4月2日，「櫟社」於霧峰萊園開總會，先議收支決算，次議連雅堂，不將其3月2日發表之阿片論文為之除名，而用16回未出席，認其退社；林獻堂提議林子瑾誘拐同姓女子亦當除名，討論後無記名投票，以八年未出席于總會決定認作退社。

## 臺灣文社與臺灣文藝叢誌（摘錄自臺灣日日新報）
1918年，9月20日，櫟、鼇聯合會會于鼇峰蔡惠如之伯仲樓，蔡惠如深慨漢文將絕於本島，倡議設法維持，「臺灣文社」之設立，即胚胎於此會。
1919年，10月，傅錫祺、林獻堂、蔡惠如、林子瑾、林幼春、鄭汝南、林載釗、陳滄玉、陳聯玉、陳基六、陳懷澄、莊伊若等12名創社理事，共同發表〈臺灣文社設立之旨趣〉  ，決意將「臺灣文社」打造成立足臺中、引領全臺的文藝團體，大力維持和發展漢學的文藝園地。
1918年，12月12日，傅錫祺(總務)、林獻堂(財務)、蔡惠如(外務)、林子瑾(內務)、林幼春(文務)、鄭汝南(編簒)、林載釗(編簒補助)、陳滄玉(財務補助)、陳聯玉(文務補助)、陳基六(文務補助)、陳懷澄(內務補助)、莊伊若(外務補助)等12名創社理事，訂文社規則12條。
1918年，12月15日以前，林熊徵、林子瑾、林烈堂、鄭拱辰、林獻堂、林階堂等人，交社費五十元以上為名譽社員。
1919年，1月1日，「臺灣文社」發行《臺灣文藝叢誌》第一號，定價四十錢，封面由林少英題字，發行所位於臺中廳臺中花園町五丁目五六（即林子瑾瑾園）。
1919年，6月14日，於臺中大智之瑾園（今臺中市東區大智路104號），由傅錫祺、林獻堂、蔡惠如、林子瑾、林幼春、鄭汝南、林載釗、陳滄玉、陳聯玉、陳基六、陳懷澄、莊伊若等12名創社理事，召開「臺灣文社」理事會。
1919年，10月19日，「臺灣文社」假臺中街之臺中座召開正式成立大會，出席會員北至基隆、南至阿猴，大會推舉林子瑾為理事，代表陳述文社的成立過程、資金來源、叢誌設置概況，及主要供稿者名單，林子瑾並在隨後的演講中列舉漢學不可廢的四大理由。

## 相片集

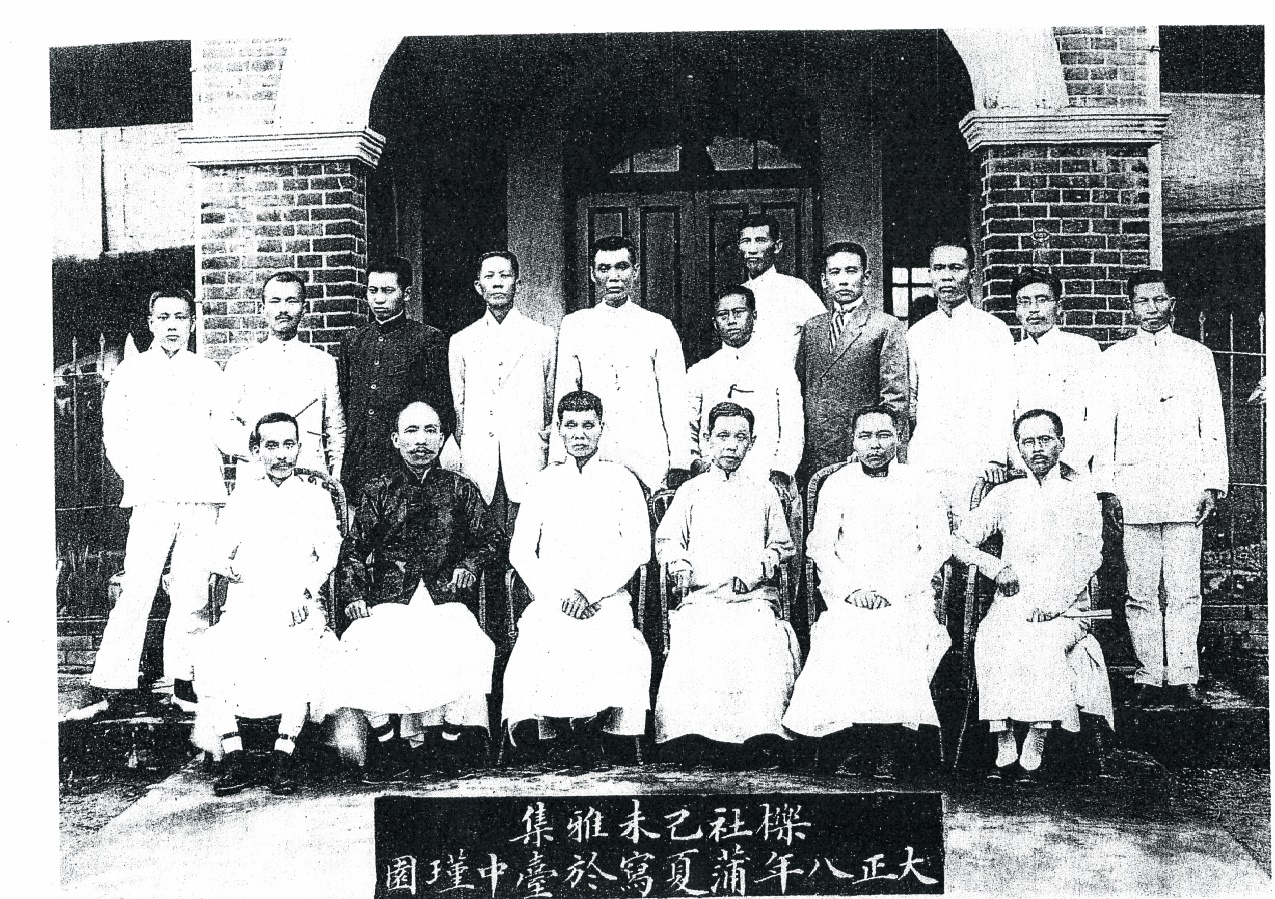
1919年6月14日櫟社乙未雅集寫於臺中瑾園櫟社總會兼臺灣文社第一回理事會
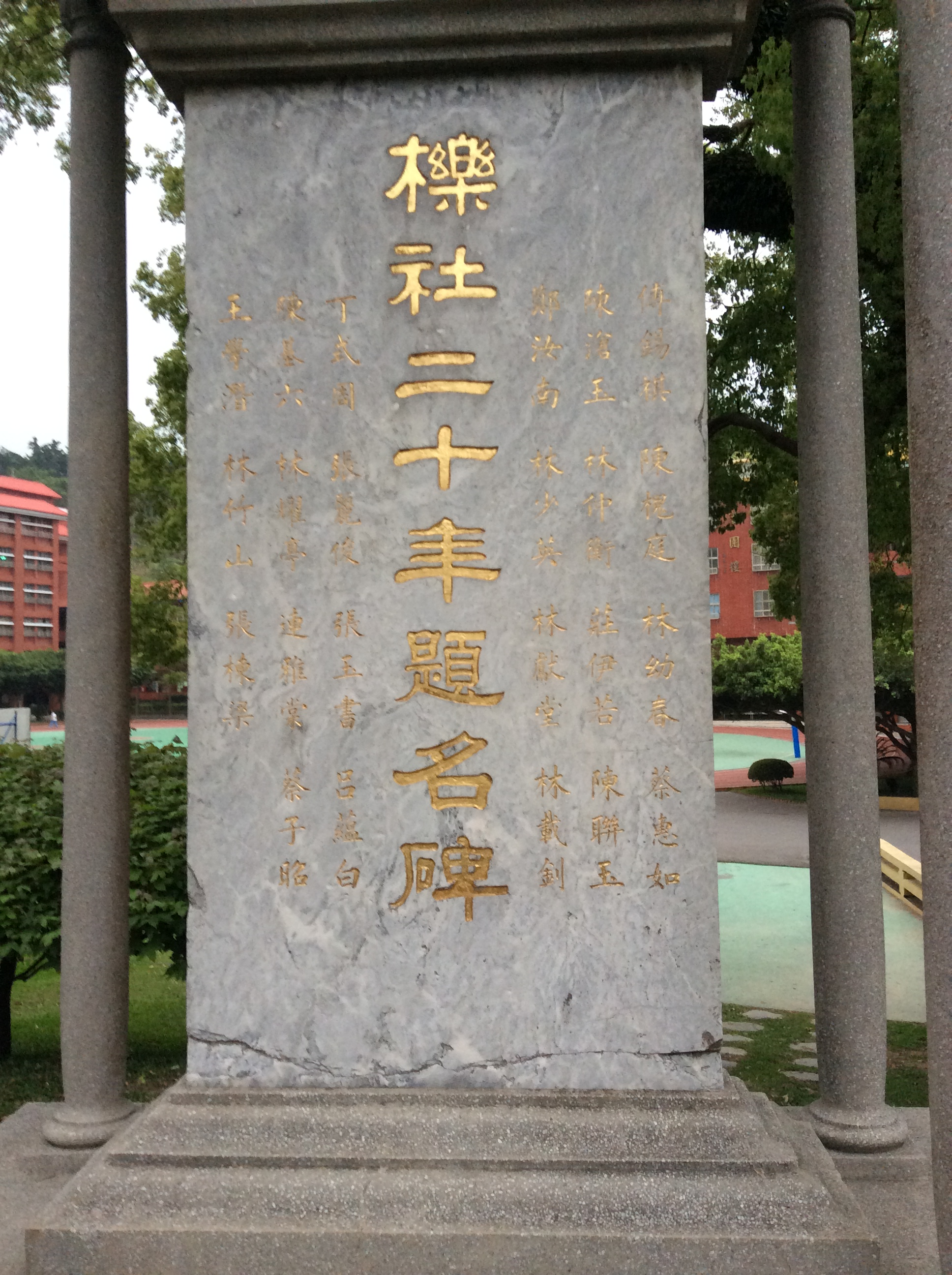
櫟社二十年題名碑  1922年10月8日落成南強撰記、大智書石
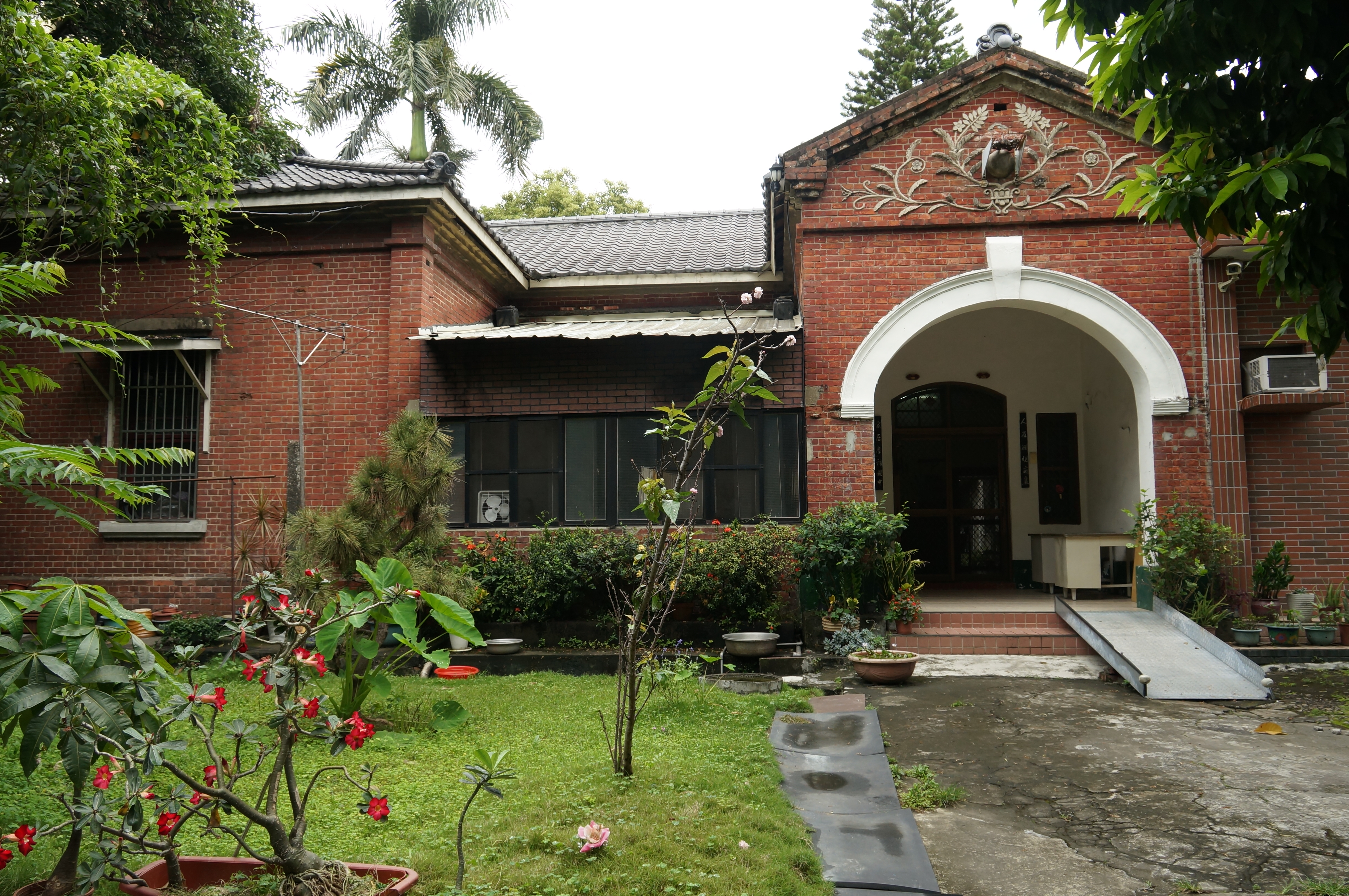
瑾園是林子瑾故居曾是櫟社的集會，也是臺灣文社文庫及臺灣文藝叢誌的事務所。